# Kontiosaari (ö i Finland, Norra Österbotten, Koillismaa, lat 65,66, long 29,19)
Kontiosaari är en ö i Finland. Den ligger i sjön Iso-Kero och Keski-Kero och i kommunen Kuusamo i den ekonomiska regionen  Koillismaa ekonomiska region  och landskapet Norra Österbotten, i den nordöstra delen av landet, 600 km norr om huvudstaden Helsingfors. Öns area är 0,3 hektar och dess största längd är 90 meter i öst-västlig riktning.